# .zw
.zw es el dominio de nivel superior geográfico (ccTLD) para Zimbabue.